# Bandschleifenwagen

Bandschleifenwagen mit Rutsche über einem Getreidesilo (USA, 1990)

Ein Bandschleifenwagen oder Abwurfwagen ist eine fahrbare Vorrichtung zur Ableitung von Schüttgut von einem Förderband.

## Funktionsweise
Der Bandschleifenwagen führt den Fördergurt über eine ansteigende Tragrollenstrecke zu einer Abwurftrommel, wo das Schüttgut auf ein anderes Förderband oder auf eine Rutsche fällt, wobei das aufnehmende Förderband über das abgebende Förderband verläuft. Der Bandschleifenwagen ist entlang des abgebenden Förderbandes verfahrbar.

## Einsatz
Im Tagebau werden Bandschleifenwagen zur Übergabe des Schüttgutes auf das Aufnahmeband des Absetzers eingesetzt. Sie sind mit einem Raupen- oder Schienenfahrwerk ausgerüstet, das auf dem Unterbau der rückbaren Bandanlage fährt. Die Fahrbewegungen werden vom Absetzer aus gesteuert.
In Siloanlagen werden Bandschleifenwagen eingesetzt um Schüttgut von einem über alle Kammern verlaufenden Förderband am gewünschten Ort abzuwerfen. Ebenso werden Bandschleifenwagen in Flachlagern zum Beschicken von Halden eingesetzt.
Weiter kommen Bandschleifenwagen zur Beschickung von Schiffsbeladern zum Einsatz.